# Centraal Strafregister
Het Centraal Strafregister (Frans: Casier judiciaire) is de databank waarin de FOD Justitie de strafrechtelijke veroordelingen en beschermingsmaatregelen bijhoudt die in België van kracht zijn. Uit deze gegevens worden de diverse vormen van strafblad geproduceerd, met meer of minder informatie naargelang de finaliteit. Zo is het strafblad dat door rechters wordt gebruikt een stuk completer dan het uittreksel uit het strafregister dat aan een potentiële werkgever wordt bezorgd.

## Geschiedenis
Historisch is het strafregister ingevoerd onder Frans bewind. In Frankrijk gaat het systematisch registreren van veroordelingen terug tot het begin van de 18e eeuw. In België waren het de griffies van de hoven en rechtbanken die als eersten een strafregister bijhielden krachtens het Wetboek van Strafvordering van 1808. Elk kwartaal bezorgde de griffier een afschrift aan de minister van Justitie. In 1853 werden daarnaast de gemeentelijke strafregisters ingevoerd. Ze waren geleidelijk gegroeid uit praktische nood, om op basis van iemands woonplaats een volledig overzicht van zijn veroordelingen te kunnen krijgen, ongeacht het rechtsgebied. De behoefte aan centralisering deed zich echter nog steeds gevoelen, zeker na het invoeren van de voorwaardelijke veroordeling en de voorwaardelijke invrijheidstelling door de Wet-Lejeune van 1888. Daarom creëerden omzendbrieven van 1888 en 1894 een Centraal Strafregister. Pas in de 21e eeuw heeft dat de twee andere strafregisters helemaal vervangen. In 2018 werden de gemeenten aangesloten op het Centraal Strafregister en werden de inlichtingenbulletins afgeschaft.

## Inhoud
De volgende gegevens worden in het Centraal Strafregister opgenomen (art. 590 Sv.):
- veroordelingen tot criminele, correctionele of politiestraffen
- veroordelingen onder opschorting of probatie en beslissingen tot herroeping van opschorting of probatie
- beslissingen tot internering, tot invrijheidstelling van geïnterneerden en tot herroeping daarvan
- veroordelingen tot terbeschikkingstelling en beslissingen tot vrijheidsbeneming of invrijheidsstelling onder toezicht
- jeugdsancties, ontzettingen uit het ouderlijk gezag en herstel ervan
- vernietigingen in cassatie of op herziening
- intrekking van veroordelingen ingevolge de vernietiging van een strafbepaling door het Grondwettelijk Hof
- beslissingen tot uitlegging of verbetering
- herstel in eer en rechten
- genadebesluiten
- voorwaardelijke invrijheidstelling of herroeping ervan
- buitenlandse veroordelingen in strafzaken die zijn uitgesproken tegen Belgen en die krachtens verdragsrecht ter kennis worden gebracht van de Belgische regering
- eenvoudige schuldigverklaringen
- contactverbod met minderjarigen opgelegd door onderzoeksrechter
- minnelijke schikkingen afgesloten na het vatten van een onderzoeksrechter of bodemrechter

Worden dus niet in het Strafregister opgenomen:
- minnelijke schikkingen afgesloten vóór het vatten van een onderzoeksrechter of bodemrechter
- GAS-boetes
- bestuurlijke geldboetes
- burgerlijke geldboetes
- onmiddellijke inningen

## Toegang en uittreksels
Voor de toegang tot de gegevens in het Centraal Strafregister worden drie categorieën onderscheiden.
De ruimste toegang is voorzien voor het openbaar ministerie, de onderzoeksrechters, de strafuitvoeringsmagistraten, de politiediensten, de strafinrichtingen, de inlichtingendiensten en de Witwascel (art. 593 Sv.). Zij kunnen direct inloggen op de applicatie van het Centraal Strafregister en krijgen bijna alle gegevens te zien (met kleine uitzonderingen, zoals veroordelingen waarvoor amnestie is verleend). De onderzoeksgerechten en de vonnisgerechten hebben zelf geen toegang, maar nemen via het openbaar ministerie kennis van de gerechtelijke antecedenten van de beklaagde, doordat een strafblad wordt toegevoegd aan het dossier. Die informatie is vooral van belang voor beslissingen over aanhouding, straftoemeting, opschorting, uitstel en probatie. Ook het parket houdt er rekening mee in het bepalen van de strafeis.  
Een eveneens directe, maar beperktere toegang hebben de gemachtigde overheidsinstanties die kennis van gerechtelijke antecedenten nodig hebben om een specifieke opdracht te vervullen (art. 594 Sv. en KB van 19 juli 2001). Denk aan een gemeentebestuur dat een kiezerslijst moet samenstellen (zonder personen die uit hun kiesrecht zijn ontzet) of een kandidatenlijst voor een assisenjury (zonder veroordeelden). Bovenop de beperkingen van de eerste categorie krijgen zij ook geen probatiestraffen, werkstraffen en elektronisch toezicht te zien, noch lichte veroordelingen die na drie jaar automatisch zijn uitgewist, noch zwaardere veroordelingen waarvoor herstel van eer en rechten is verleend.
De minst uitgebreide toegang wordt verstrekt aan particulieren en buitenlandse overheden onder de vorm van uittreksels, afgeleverd door de gemeentebesturen of door de Dienst Centraal Strafregister (artt. 595-596 Sv.). Bovenop de beperkingen die gelden voor de tweede categorie, zijn ook de interneringen en de jeugdsancties weggelaten. Er zijn diverse modellen en types uittreksel met gradaties in de hoeveelheid informatie die ze bevatten. Soms is een uittreksel wettelijk vereist om te voldoen aan de voorwaarden voor een gereglementeerde positie of activiteit, in andere gevallen wordt er op eigen initiatief naar gevraagd. Kandidaat-werkgevers kunnen niet van de overheid iemands uittreksel bekomen, maar ze kunnen wel als jobvoorwaarde stellen dat de persoon het vrijwillig overhandigt. Om de uittreksels te kunnen afgeven (op papier of via eBox) zijn de gemeenten aangesloten op de applicatie van het Centraal Strafregister (CJCS-CG).

## Regelgeving
- Artikelen 589-602 van het Wetboek van Strafvordering
- Koninklijk besluit van 19 juli 2001 tot uitvoering van de wet van 8 augustus 1997 betreffende het Centraal Strafregister
- Koninklijk besluit van 19 juli 2001 betreffende de toegang van bepaalde openbare besturen tot het Centraal Strafregister
- Koninklijk besluit van 21 november 2016 betreffende de modaliteiten van aflevering van de uittreksels uit het strafregister aan particulieren
- Omzendbrief nr. 204 van de Minister van Justitie (C-2013/09204) – Uittreksels uit het Strafregister (B.S. 10 juni 2013)
- Omzendbrief nr. 260 van de Minister van Justitie (C-2017/40614) – Aansluiting van de gemeenten op het Centraal Strafregister – gegevens die aan het Centraal Strafregister moeten worden bezorgd (B.S. 17 augustus 2017)
- Omzendbrief nr. 264 van de Minister van Justitie (C-2017/14359) d.d. 22 december 2017 – Aansluiting van de gemeenten op het Centraal Strafregister

## Voetnoten
1. ↑  Lieven Dupont en Dirk Moons, "Het Strafregister in België" in: Panopticon, 1980, p. 360 n. 2